# Luis Rey
Luis V. Rey (nar. 1955) je španělsko-mexický umělec a ilustrátor, v současnosti známý především svými obrazy s tematikou rekonstrukce pravěku (zejména pak dinosaurů). Patří tedy mezi osobnosti moderního paleoartu. V roce 1977 vystudoval na San Carlos Academy (UNAM). Spolupracuje s mnohými světovými paleontology, například Robertem Bakkerem a Thomasem Holtzem (jejichž knihy s tematikou dinosaurů ilustruje; např. titul Dinosaurs: The Most Complete, Up-to-Date Encyclopedia for Dinosaur Lovers of All Ages, z českých knih pak například titulní stranu knihy Po stopách dinosaurů atd.).

## Význam
V současnosti je Rey aktivním členem SVP ("Společnosti vertebrátní paleontologie") a britské Dinosaur Society ("Dinosauří společnosti"). Dlouhodobě žije a tvoří v Londýně (Velká Británie).
Rey je známý ilustrováním zhruba 40 knih o dinosaurech, ale také politickými nebo satirickými skicami či ilustracemi ke sci-fi a fantasy literatuře. Podílel se také na tvorbě výstav v mnoha světových muzeích a je považován za jednoho z prvních velkých zastánců dnes již potvrzených úvah o opeřených dinosaurech.